# 全開恋心!!〜Missing You〜
『全開恋心!!〜Missing You〜』（ぜんかいこいごころ - ミッシングユー）はDEENの15作目のオリジナルアルバム。2015年7月29日にEpic Records Japanから発売（規格品番はESCL 4485、初回盤はESCL-4483〜4）。

## 作品の解説
- オリジナルアルバムとしては、前作『CIRCLE』から約1年半ぶりのリリース。
- 初回限定盤には、昨年大晦日に行われたカウントダウンライヴの模様を収録(全曲ノーカット収録)したBlu-rayが付属される。

## 収録曲
1. 君が僕を忘れないように 僕が君をおぼえている <全開MIX>(4:23)
作詞：池森秀一、作曲・編曲：山根公路
42ndシングル
2. 千回恋心! <全開MIX>(4:20)
作詞：池森秀一、作曲・編曲：田川伸治
43rdシングル
3. スマイリン(4:39)
作詞：池森秀一、作曲・編曲：田川伸治
日本テレビ『ぶらり途中下車の旅』エンディングテーマ
4. 君の笑顔を感じながら(4:22)
作詞：池森秀一、作曲・編曲：田川伸治
5. 雨道…(3:43)
作詞：池森秀一、作曲・編曲：山根公路
6. Emerald Ocean(6:15)
作詞・作曲・編曲：田川伸治
7. ジェットコースター(3:52)
作詞：池森秀一、作曲・編曲：山根公路
8. ハイビスカス(4:18)
作詞：池森秀一、作曲・編曲：田川伸治
9. ありのまま抱きしめよう <全開MIX>(5:05)
作詞：池森秀一、作曲・編曲：田川伸治
42ndシングルのカップリング
10. Wild Road Dreamers 〜上海ロックスター Episode1.5 (High School編)〜(5:03)
作詞：山根公路・上海ロックスター、作曲・編曲：山根公路
11. with(3:30)
作詞：池森秀一、作曲・編曲：山根公路

## Blu-ray(初回限定盤のみ)
DEEN LIVE JOY-COUNTDOWN SPECIAL 〜マニアックナイトW('0')W〜 

 2014/12/31 ZEPP TOKYO 
1. Future
2. HEARTBEAT
3. Dear Friend
4. FOR MY LIFE
5. go with you
6. 夏の雨
7. Guilty 〜消えることのない罪〜
8. Call your name
9. 幸せになろう
10. Fine day
11. 星の雫
12. 空色ソーダ
13. Glory Day
14. 夢のつづき……Love in my dream
15. Run Around
16. FOREVER
17. magic
18. Crazy for you
19. Rock my heart
20. ありったけの笑顔
21. WARNING
22. 君が僕を忘れないように 僕が君をおぼえている
23. Take your hands
24. 明日へのOFF ROAD